# Andree Wiedener
Andree Wiedener (* 14. März 1970 in Helmstedt) ist ein ehemaliger deutscher Fußballspieler.

## Karriere
In jungen Jahren spielte Wiedener für den Velpker SV und den TSV Bahrdorf. Seine Profi-Laufbahn begann er beim SV Werder Bremen, mit dem er auch seine größten Erfolge als Fußballer feiern konnte. Er wurde mit Werder 1993 Deutscher Meister sowie 1995 Vizemeister und gewann zweimal den DFB-Pokal: 1994 und 1999. Wiedener spielte hauptsächlich auf der linken Außenverteidigerposition. Seine technischen Defizite glich er durch seine Schnelligkeit und seine enorme Einsatzfreude aus, die ihn im Weserstadion zum Publikumsliebling machte. Im Januar 2002 wechselte er zu Eintracht Frankfurt und stieg mit den Hessen zweimal in die Bundesliga auf und einmal in die 2. Bundesliga ab. Im Januar 2006 musste er seine Karriere wegen einer Schambeinentzündung beenden.
Beim Bundesligaspiel des SV Werder Bremen gegen Hertha BSC am 11. Februar 2000 verschluckte Wiedener nach einem Zweikampf mit Marko Rehmer infolge eines Aufpralls seine Zunge und wurde bewusstlos und in Lebensgefahr mit dem Rettungswagen ins Krankenhaus gebracht. Bereits am nächsten Tag gab es jedoch Entwarnung, vier Wochen später war Wiedener wieder einsatzfähig.
Noch heute gibt es den ihm gewidmeten Fangesang „Nach links, nach rechts, beweg deine Hüften und Tanz den Andree Wiedener“ bei guten Spielen im Werderfanblock zu hören. 
In der Rückrunde der Saison 2006/07 spielte Andree Wiedener für den SC Dortelweil in der Bezirksoberliga Frankfurt-West. Weiterhin spielt er in der Traditions-Elf von Eintracht Frankfurt.
Heute ist der gelernte Werkzeugmacher Außendienstmitarbeiter im Großhandel für Bodenbeläge und Bauchemie. Zurzeit wohnt er in Leeheim.

## Erfolge
- Deutscher Meister 1993 mit Werder Bremen
- DFB-Pokalsieger 1994 und 1999 mit Werder Bremen[4]